# Beas de Granada (kommunhuvudort)
Beas de Granada är en kommunhuvudort i Spanien. Den ligger i provinsen Provincia de Granada och regionen Andalusien, i den södra delen av landet, 400 km söder om huvudstaden Madrid. Beas de Granada ligger 1 079 meter över havet och antalet invånare är 1 074.
Terrängen runt Beas de Granada är kuperad. Runt Beas de Granada är det glesbefolkat, med 12 invånare per kvadratkilometer. Närmaste större samhälle är Granada, 11,6 km väster om Beas de Granada. 